# Денежная рентабельность инвестированного капитала
Денежная рентабельность инвестированного (вложенного) капитала (англ. cash return on capital invested, CROCI) — расширенный показатель корпоративной прибыльности, первоначально разработанный отделом фондового анализа Deutsche Bank в 1996 году (сейчас он входит в состав DWS Group). Этот показатель сопоставляет денежный поток после уплаты налогов и до уплаты процентов с совокупной стоимостью вложенного капитала и является полезной мерой способности компании получать денежный доход от своих инвестиций. 
Коэффициент аналогичен показателю ROE, однако рассчитывается с учётом свободных денежных средств и на основе стоимости компании, с учетом активов, финансируемых всеми держатели ценных бумаг компании.

## Расчет
CROCI рассчитывается как внутренняя норма прибыли валовых денежных потоков компании после уплаты налогов, остающихся в распоряжении компании после вложения совокупной стоимости капитала (всего инвестированного капитала) за весь срок амортизации активов. В математическом отношении, это эквивалентно отношению свободного денежного потока за рассматриваемый год к чистому вложенному капиталу, при условии, что амортизация представляет собой экономическую амортизацию (на основе оценки того, как долго фактически прослужат активы компании), а капитальные затраты включают только затраты на техническое обслуживание.
Наиболее общее определение CROCI представляет собой:
CROCI = Свободный денежный поток/Инвестированный капитал = Свободный денежный поток/Совокупные собственные средства + Совокупные обязательства - Текущие обязательства - Избыточная наличность
CROCI, рассчитываемый компандой Deutsche Bank:
CROCI = EBITDA/Совокупная стоимость собственного капитала = EBITDA/Стоимость компании - Долговые обязательства - Собственные (долевые) средства неконтролирующих акционеров - Стоимость привилегированных акций + Денежные средства и их эквиваленты

## Применение
- Спрэд/разница (CROCI – WACC) является ключевым показателем создания акционерной стоимости[англ.] и конкурентного преимущества. Если спред положительный, компания создает стоимость, в противном случае — теряет в своей стоимости.
- Соотношение CROCI/WACC — отношение, дающая сигнал о создании либо уничтожение стоимости компании. Значения коэффициента выше 1 свидетельствуют о создании / прибавлении компанией стоимости, и утрату стоимости при значении коэффициента ниже 1.
- CROCI можно сопоставить с соотношением «Цена / балансовая стоимость» компании (в целом эквивалентной коэффициенту Тобина) для расчета экономически приемлемого показателя P/E.

## Внешние ссылки
- https://dws.com/en-gb/capabilities/active/croci/the-croci-way/ (недоступная+ссылка)
- Change is coming: A framework for climate change – a defining issue of the 21st century
- Workshop V: Relative Valuation